# Vigga Bro
Vigga Johanne Bro (* 20. Oktober 1937 in Fredericia) ist eine dänische Schauspielerin und Regisseurin.

## Leben
Vigga Bro wuchs in Süd-Jütland auf. Ihre Eltern waren beide als Lehrer tätig. Nach ihrer Schauspielausbildung war sie von 1959 bis 1964 festes Ensemblemitglied am Aarhus Teater. Danach spielte sie an zahlreichen Theatern in Dänemark. Als Regisseurin inszenierte sie auch viele Theaterstücke und Aufführungen, so auch am Odense Teater, am Folketeatret und am Königlichen Theater Kopenhagen. Seit dem Jahr 1964 steht Vigga Bro auch als Schauspielerin vor der Kamera. In Filmen und Fernsehserien wurde sie, bis auf wenige Ausnahmen, meistens in Nebenrollen besetzt.

## Privates
In erster Ehe war sie von 1960 bis 1965 mit Fritz Brun verheiratet. Ihr zweiter Ehemann von 1969 bis 1972 war der Schauspieler und Anwalt Bendt Rothe. In dritter Ehe war sie von 1993 bis zu seinem Tod im Jahr 2012 mit dem Komponisten Erik Moseholm verheiratet. Aus einer zehnjährigen Beziehung mit dem Schauspieler Hans Henrik Clemensen stammt ihre Tochter Anna Bro (* 1980). Ihr Bruder Christoffer Bro (* 1935) ist als Theaterdirektor tätig. Sie ist die Tante von Anders Peter Bro, Nicolas Bro und Laura Bro, die ebenfalls alle den Schauspielberuf ergriffen haben.

## Filmografie (Auswahl)
- 1966: Nu stiger den
- 1967: Jeg er sgu min egen
- 1970: Oktoberdage
- 1970: Løgneren
- 1978: Winterkinder (Vinterbørn)
- 1986: Barndommens gade
- 1995: Alletiders nisse
- 1995: Keine Angst vorm Fliegen (Tøsepiger)
- 1996: Fede tider
- 1997: Gnadenlose Verführung (Sekten)
- 2001: Monas verden
- 2002: Kleine Mißgeschicke (Små ulykker)
- 2003: Alt, neu, geliehen & blau (Se til venstre, der er en svensker)
- 2003: Se dagens lys
- 2005: Jul i Valhal (Fernsehserie)
- 2012: Julestjerner
- 2014: Silent Heart – Mein Leben gehört mir (Stille hjerte)
- 2018: Landet af glas
- 2018: BaseBoys sæson 2
- 2022: Julehjertets hemmelighed
- 2023: Troldehjertets Hemmelighed